# Lachneophysis
Lachneophysis is een kevergeslacht uit de familie van de boktorren (Cerambycidae). De wetenschappelijke naam van het geslacht werd voor het eerst geldig gepubliceerd in 1978 door Quentin & Villiers.

## Soorten
Lachneophysis omvat de volgende soorten:
- Lachneophysis dohertyi (Lameere, 1903)
- Lachneophysis foveolata (Kolbe, 1893)
- Lachneophysis goetzei (Lameere, 1903)
- Lachneophysis rougeoti Quentin & Villiers, 1978